# 山本正和
山本 正和（やまもと まさかず、1927年〈昭和2年〉10月8日 - ）は、日本の政治家。参議院議員（3期）を務めた。

## 略歴
1927年（昭和2年）生まれ。中国（当時は関東州）大連市出身。帰国後に旧制大阪薬学専門学校に入学。卒業後は三重県で教員として勤務。後に組合活動に参加し三重県教職員組合委員長などを歴任。
1986年（昭和61年）に行われた第14回参議院議員通常選挙に日本社会党から比例代表区から出馬して初当選。以後3期連続当選。1992年（平成4年）の第16回参議院議員通常選挙で再選。1998年（平成10年）の第18回参議院議員通常選挙で社会民主党選出で比例代表区の名簿4位で3選。
労組出身の実力者として知られ、地元である三重県では北川正恭を支援して当選させるなど三重県政、社会民主党の影の支配者とも呼ばれた。中央では社会民主党副党首、社会民主党参議院議員会長などを歴任する。
民主党結党後も民主党に参加せず、その経歴を生かし社会民主党の生き残りと影響力拡大を模索。2001年（平成13年）には社民党、自由党、無所属の会の3党派による統一会派づくりを提案し、交渉を開始したものの当時社会民主党幹事長であった福島瑞穂が反対した事を受け、交渉は不調に終わった。
同年の不審船対策のための海上保安庁法改正案に、社民党以外全党賛成という状況のなかで山本は社民党で唯一賛成票を投じ、社民党を除名処分となった。
2002年、勲二等旭日重光章受章。
除名処分後は無所属の会に入党。自由党・第二院クラブと共に統一会派「国会改革連絡会」を結成した。2004年（平成16年）の第20回参議院議員通常選挙には出馬せず政界を引退した。
2012年（平成24年）2月に、日本棋院より、第41回大倉喜七郎賞を受賞される。
薬剤師の資格を持つ。